# Resolutie 490 Veiligheidsraad Verenigde Naties
Resolutie 490 van de Veiligheidsraad van de Verenigde Naties werd  op 21 juli 1981 unaniem aangenomen door
de vijftien leden, en riep op de wapens weer te laten zwijgen in Zuidelijk Libanon.

## Achtergrond
Op 10 juli 1981 sloeg de vlam opnieuw in de pan in het zuiden van Libanon, dat eerder al door Israël was belegerd en waar sindsdien een VN-macht gestationeerd was. Israël begon opnieuw met luchtaanvallen en de Palestijnse Bevrijdingsorganisatie begon met raketbeschietingen op het noorden van Israël. Na dagen van gevechten, waarin niemand overwicht haalde, en honderden doden, konden de Verenigde Staten op 24 juli een staakt-het-vuren onderhandelen. Hierna volgde een periode van relatieve rust.

## Inhoud
De Veiligheidsraad:
- Herbevestigt de dringende oproep van Veiligheidsraadsvoorzitter, die stelt:
De voorzitter van de Veiligheidsraad en de leden van de Raad zijn, na het rapport van de Secretaris-Generaal te hebben gehoord, erg bezorgd over het aantal doden en de schaal van de verwoesting veroorzaakt door de betreurenswaardige gebeurtenissen in Libanon de afgelopen dagen.
Ze lanceren een dringende oproep om de gewapende aanvallen onmiddellijk te stoppen en grote terughoudendheid zodat de vrede en rust kunnen terugkeren in Libanon en het Midden-Oosten.
- Neemt nota van het rapport van de secretaris-generaal Kurt Waldheim.

1. Roept op de gewapende aanvallen onmiddellijk te stoppen.
2. Herbevestigt de soevereiniteit, territoriale integriteit en onafhankelijkheid van Libanon.
3. Vraagt de secretaris-generaal om zo snel mogelijk, maar binnen de 48 uren, te rapporteren over de uitvoering van deze resolutie.

Lijst ·  485 ·  486 ·  487 ·  488 ·  489 ·  490 ·  491 ·  492 ·  493 ·  494 ·  495 ·  496 ·  497 ·  498 ·  499